# جبال سانتا كاتالينا
جبال سانتا كاتالينا، التي يشار إليها عادًة باسم جبال كاتالينا أو كاتالينا، تقع شمال وشمال شرق توكسون في أريزونا، الولايات المتحدة، على الحدود الخارجية الشمالية لتوكسون. هي سلسلة الجبال الأبرز في منطقة توكسون، مع أعلى متوسط ارتفاع. أعلى نقطة في كاتالينا هي جبل ليمون على ارتفاع 9157 قدمًا (2791 مترًا) فوق مستوى سطح البحر ويتلقى 18 بوصة (46 سم) من الأمطار سنويًا.
كانت تسمى من قبل أمة توهونو أودهام باسم باباد دواج، سُميت كاتاليناس لاحقًا في عام 1697 من قبل الكاهن اليسوعي الإيطالي أوزيبيو فرانسيسكو كينو تكريمًا لقديسة كاترين التي كانت شفيعة أخت كينو الكبرى.